# Eximbank
Ngân hàng thương mại cổ phần Xuất Nhập khẩu Việt Nam (tên giao dịch: Eximbank) là ngân hàng được thành lập ngày 24 tháng 5 năm 1989 theo quyết định số 140/CT của Chủ tịch Hội đồng Bộ trưởng với tên gọi ban đầu là Ngân hàng Xuất Nhập khẩu Việt Nam (Vietnam Export Import Bank), là một trong những ngân hàng thương mại cổ phần đầu tiên của Việt Nam.
Ngân hàng đã chính thức đi vào hoạt động ngày 17 tháng 1 năm 1990. Đến ngày 6 tháng 4 năm 1992, Thống đốc Ngân hàng Nhà nước Việt Nam ký giấy phép số 11/NH-GP cho phép ngân hàng hoạt động trong thời hạn 50 năm với số vốn điều lệ đăng ký là 50 tỷ đồng Việt Nam tương đương khoảng 8 triệu USD (thời điểm năm 1992) với tên mới là "Ngân hàng Thương mại cổ phần Xuất Nhập khẩu Việt Nam" (Vietnam Export Import Commercial Joint - Stock Bank), gọi tắt là Vietnam Eximbank.
Đến nay vốn điều lệ của Eximbank đạt 14.814 tỷ đồng. Vốn chủ sở hữu đạt 20.479 tỷ đồng.
Ngân hàng TMCP Xuất Nhập khẩu Việt Nam có địa bàn hoạt động rộng khắp cả nước với Trụ Sở Chính đặt tại TP. Hồ Chí Minh và 207 chi nhánh và phòng giao dịch trên toàn quốc và đã thiết lập quan hệ đại lý với 869 ngân hàng tại 84 quốc gia trên thế giới. 
Năm 2022, Eximbank nhận giải thưởng chất lượng thanh toán quốc tế xuất sắc từ Wells Fargo

## Các dịch vụ của Eximbank
Eximbank cung cấp đầy đủ các dịch vụ, cụ thể như sau:
- Huy động tiền gửi tiết kiệm, tiền gửi thanh toán của cá nhân và tổ chức bằng VND, ngoại tệ và vàng. Tiền gửi của khách hàng được bảo hiểm theo quy định của Nhà nước.
- Cho vay ngắn hạn, trung và dài hạn; cho vay đồng tài trợ; cho vay thấu chi; cho vay sinh hoạt, tiêu dùng; cho vay theo hạn mức tín dụng bằng VND, ngoại tệ và vàng.
- Mua bán các loại ngoại tệ theo phương thức giao ngay (Spot), hoán đổi (Swap), kỳ hạn (Forward) và quyền lựa chọn tiền tệ (Currency Option).
- Thanh toán, tài trợ xuất nhập khẩu hàng hóa, chiết khấu chứng từ hàng hóa và thực hiện chuyển tiền qua hệ thống SWIFT với các hình thức thanh toán bằng L/C, D/A, D/P, T/T, P/O, Cheque.
- Phát hành và thanh toán thẻ tín dụng nội địa và quốc tế: Thẻ Eximbank MasterCard, thẻ Eximbank Visa, thẻ nội địa Eximbank V-TOP card. Chấp nhận thanh toán thẻ quốc tế Visa, MasterCard, JCB...thanh toán qua mạng bằng thẻ.
- Thực hiện giao dịch ngân quỹ, chi lương, thu chi hộ, thu chi tại chỗ, thu đổi ngoại tệ, nhận và chi trả kiều hối, chuyển tiền trong và ngoài nước.
- Các nghiệp vụ bảo lãnh trong và ngoài nước (bảo lãnh thanh toán, thanh toán thuế, thực hiện hợp đồng, dự thầu, chào giá, bảo hành, ứng trước...)
- Dịch vụ tài chính trọn gói hỗ trợ du học. Tư vấn đầu tư - tài chính - tiền tệ
- Dịch vụ đa dạng về Địa ốc
- Dịch vụ ngân hàng điện tử: Mobile Banking, Internet Banking.
- Các dịch vụ khác: Bồi hoàn chi phiếu bị mất cắp đối với trường hợp Thomas Cook Traveller Cheques, thu tiền làm thủ tục xuất cảnh (I.O.M), cùng với những dịch vụ và tiện ích ngân hàng khác.

## Bê bối
Ngày 22-02-2018, Ngân hàng Eximbank thông báo, ông Lê Nguyễn Hưng - nguyên giám đốc Eximbank Chi nhánh TP.HCM - bị tố làm giả hồ sơ, giấy ủy quyền để chiếm đoạt hơn 245 tỉ đồng của khách hàng Chu Thị Bình rồi bỏ trốn ra nước ngoài. Theo luật sư của bà Bình, chữ ký người được ủy quyền là chữ ký giả và bà Bình chưa bao giờ tới ngân hàng để làm giấy ủy quyền.
Sáng 26-2018, hai nhân viên phòng khách hàng là Hồ Ngọc Thủy và Nguyễn Thị Thi bị bắt vì cho rằng có vai trò là đồng phạm, giúp sức cho ông Lê Nguyễn Hưng chiếm đoạt 245 tỉ đồng tiết kiệm. Ngoài ra 3 nhân viên khác cũng bị khởi tố và cấm đi khỏi nơi cư trú.
Ngoài ra tại chi nhánh Đô Lương, Nghệ An, ông Nguyễn Tiến Nam một khách hàng làm đơn đòi trả lại số tiền thất thoát trong số 28 tỷ đồng ông gửi tiết kiệm tại ngân hàng Eximbank, hiện chỉ còn có 195 triệu đồng. Ông Nam là 1 trong 6 nạn nhân mất tổng cộng 50 tỷ khi gửi tiết kiệm tại Eximbank chi nhánh Đô Lương.
Ngân hàng TMCP Xuất Nhập Khẩu Việt Nam (Eximbank) vừa thông báo nhận được đơn từ nhiệm của 2 thành viên Hội đồng quản trị (HĐQT) là ông Nguyễn Hiếu và ông Nguyễn Thanh Hùng vào ngày 5/4.